# 모뉴먼트 파크

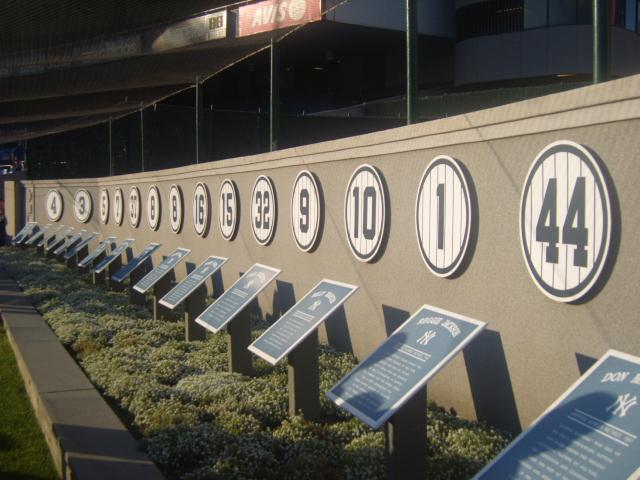
모뉴먼트 파크

모뉴먼트 파크(Monument Park)는 양키 스타디움의 실외 박물관으로, 뉴욕 양키스 선수들의 명판, 동상 등이 전시되어 있다.

## 같이 보기
- 뉴욕 양키스 박물관